# 蒙莱阿莱
蒙莱阿莱（義大利語：Monleale），是意大利亚历山德里亚省的一个市镇。总面积9.61平方公里，人口619人，人口密度64.4人/平方公里（2009年）。ISTAT代码为006101。